# Vladimír Uher
Vladimír Uher (18. ledna 1925 Praha – 13. května 2016) byl český fotograf architektury a od roku 1991 člen Asociace fotografů Praha, v níž byl o jedenáct let později zvolen čestným členem.

## Život a činnost
Narodil se roku 1925 v Praze. V mládí hrál také na klavír, ovšem v závěru druhé světové války se rozhodl pro fotografování.
Vyučil se a pracovat pro pražský komunální podnik Fotozávod jako dokumentární fotograf. Od tohoto období vznikaly jeho fotografie přírody, stromů a trav, jako studie přírodních tvarů. Dobroslav Líbal ho přivedl k fotografování architektury a nabídl mu zaměstnání ve Státním ústavu pro rekonstrukci památkových měst a objektů v Praze. Fotografoval na černobílý materiál a používal vlastní upravené fotoaparáty a konstrukce.
V sedmdesátých a osmdesátých letech svou práci prezentoval v knihách o dějinách umění, včetně publikace nazvané Dialog tvarů (Praha,1974).  Mezi další knihy patřily Staré Město pražské, nebo Architektonické proměny Prahy v jedenácti stoletích. Fotografickou dokumentací se podílel na monografii J. B. Santini-Aichel: Život a dílo historika umění Mojmíra Horyny. Kniha byla vydána v roce 1998 v nakladatelství Karolinum  a byla oceněna jako „Nejkrásnější kniha roku 1998“ v kategorii uměleckých publikací.
Vladimír Uher zemřel 13. května roku 2016.

## Výstavy

### Samostatné výstavy
- 1980 – ZV ROH, Nemocnice ve Vysokém Mýtě
- 2001 – Krásy architektury českého baroka. Obecní dům v Praze (kolekce byla předtím vystavena v zahraničních kulturních centrech ČR v Mnichově, Drážďanech, Budapešti, New Yorku, Amsterdamu, Paříži a Madridu)

### Účast na výstavách
- 1986 – Praga – Le forme della città, pal. Barberini, Řím
- 1989 – Kilián Ignác Dientzenhofer a umělci jeho okruhu. Národní galerie, Praha
- 2000 – Praha – Kulturní dědictví. Výstava Asociace fotografů Praha. Italský kulturní institut v Praze
- 2000 – 2001 – Opus italicum. Pražský hrad
- 2002 – Deset století architektury. Pražský hrad
- 2002 – Architektura. Výstava Asociace fotografů Praha, Galerie Jaroslava Fragnera, Praha

### Jediný autor fotografií v publikacích
- M. Pavlík – V. Uher: Dialog tvarů. Odeon Praha 1974 (2. vydání 1981, 3. vydání 1986, 4. vydání 2004)
- V. Lorenc – K. Tříska: Černínský palác v Praze. Panorama Praha 1980
- P. Macek – J. Macek - M. Horyna – P. Preiss: Oktavián Boroggio. Galerie výtvarného umění v Litoměřicích 1992
- P. Macek – J. Macek - J. Homolka – M. Horyna: Kostel sv. Petra a Pavla v Žitenicích. Galerie výtvarného umění v Litoměřicích – Oswald Praha, 1995
- J. Pohanka: Poutní kostel sv. Jana Nepomuckého na Zelené hoře ve Žďáru na Sázavou. Společnost Cisterciana Sarensis, Žďár nad Sázavou 1996
- D. Líbal – J. Muk: Staré Město pražské. Lidové noviny 1996
- M. Horyna: Jan Blažej Santini-Aichel. Karolinum Praha 1998
- M. Pavlík – V. Uher: Barockarchitektur in Prag. The Pepin Press, Amsterdam 1998 (také anglická verze)
- D. Líbal: Architektonické proměny Prahy v jedenácti stoletích. Praha 2000

### Spoluautor fotografií v publikacích
- D. Líbal: Starobylá města v Československu. ARTIA Praha 1971 (i cizojazyčné mutace)
- O. Dostál a kol. autorů: Československá historická města. ORBIS Praha 1974
- E. Poche a kol. autorů: Praha národního probuzení. Panorama Praha 1980
- E. Poche a kol. autorů: Praha středověká, Panorama Praha 1983
- P. Presiss: Italští umělci v Praze. Renesance – Manýrismus – Baroko. Panorama Praha 1986
- Praga – Le forme della città. Fratelli Palombi Editori Roma 1986
- E. Poche a kol. autorů: Praha na úsvitu nových dějin. Panorama Praha 1988
- J. Brucker M. Vilímková: Dientzenhofer. Eine bayerische Baumeisterfamilie in der Barockzeit. Rosenheimer Verlaghaus 1989
- Kilián Ignác Dientzenhofer a umělci jeho okruhu: (Kol. autorů) Národní galerie v Praze 1989
- M. Vilímková: Židovské Město pražské. Aventinum Praha 1990
- J. Guth (a básně J. Seiferta): Praga caput regni. Flow East Amsterdam 1995
- Historická architektura. Věda – výzkum – praxe. Sborník k poctě prof. ing. arch. Milana *Pavlíka, Jalna: Praha 1995. Gotika v západních Čechách. Národní galerie v Praze. Západočeská galerie v Plzni 1996
- D. Stehlíková: Z pokladů litoměřické diecéze III. Galerie výtvarného umění Litoměřice 1997
- Toskánský palác v Praze. Ministerstvo zahraničních věcí ČR. Umění a řemesla Praha 1999
- K. Benešovská – I. Hlobil: Petr Parléř – Svatovítská katedrála 1356-1399. Správa Pražského hradu 1999
- K. Ksandr a kol. autorů: Müllerova vila. Argo Praha 2000
- Historická inspirace. Sborník k poctě devadesátých narozenin doc. PhDr. et JUDr. Dobroslava Líbala. (Kol. autorů) M. Kubelík – M. Pavlík – J. Štulc 2001
- Forum 2000 Conferences 1997–2001. Forum 2000 Foundation Prague 2001
- Deset století architektury. (Kol. autorů) Správa Pražského hradu 2002
- F. Dvořák;  J. Drda: Po Karlově mostě. Lidové noviny 2003
- Chvála tvaru, nakladatelství Karolinum, 2004